# Ольга Луго
Ольга Маріна Луго Гвардія (ісп. Olga Marina Lugo Guardia; нар. 25 травня 1965) — венесуельська борчиня вільного стилю та дзюдоїстка, чемпіонка та дворазова срібна призерка чемпіонатів світу, дворазова срібна призерка Панамериканських чемпіонатів з боротьби, бронзова призерка Панамериканських ігор у змаганнях із дзюдо. Перша венесуельська чемпіонка світу з боротьби як серед жінок, так і серед чоловіків.

## Життєпис
Боротьбою почала займатися з 1988 року. 
Виступала за спортивний клуб Parque Miranda. Тренер — Маріо Фігуероа.
Має науковий ступінь доктора мистецтвознавства.

## Спортивні результати на міжнародних змаганнях з боротьби

### Виступи на Чемпіонатах світу
| Змагання                        | Збірна    | Вагова категорія          | Місце  |
| ------------------------------- | --------- | ------------------------- | ------ |
| Чемпіонат світу з боротьби 1989 | Венесуела | жіноча боротьба, до 61 кг | 4      |
| Чемпіонат світу з боротьби 1990 | Венесуела | жіноча боротьба, до 57 кг | Срібло |
| Чемпіонат світу з боротьби 1991 | Венесуела | жіноча боротьба, до 57 кг | Золото |
| Чемпіонат світу з боротьби 1992 | Венесуела | жіноча боротьба, до 57 кг | 4      |
| Чемпіонат світу з боротьби 1993 | Венесуела | жіноча боротьба, до 57 кг | Срібло |
| Чемпіонат світу з боротьби 1995 | Венесуела | жіноча боротьба, до 57 кг | 10     |
| Чемпіонат світу з боротьби 1997 | Венесуела | жіноча боротьба, до 56 кг | 6      |

### Виступи на Панамериканських чемпіонатах
| Змагання                                   | Збірна    | Вагова категорія          | Місце  |
| ------------------------------------------ | --------- | ------------------------- | ------ |
| Панамериканський чемпіонат з боротьби 1997 | Венесуела | жіноча боротьба, до 56 кг | Срібло |
| Панамериканський чемпіонат з боротьби 1998 | Венесуела | жіноча боротьба, до 56 кг | Срібло |